# سن-اتین-ده-گره، کبک
سَن-اِتیِن-دِه-گرِه (به فرانسوی: Saint-Étienne-des-Grès) قصبه‌ای در منطقه شهری ماسکینونژه ناحیه موریسی در استان کبک کانادا است. در سرشماری سال ۲۰۱۱ این قصبه ۳٬۹۶۸ نفر جمعیت داشته‌است و مساحت آن ۱۰۳٫۵۲ کیلومتر مربع است.